# Gargantúa (gorila)

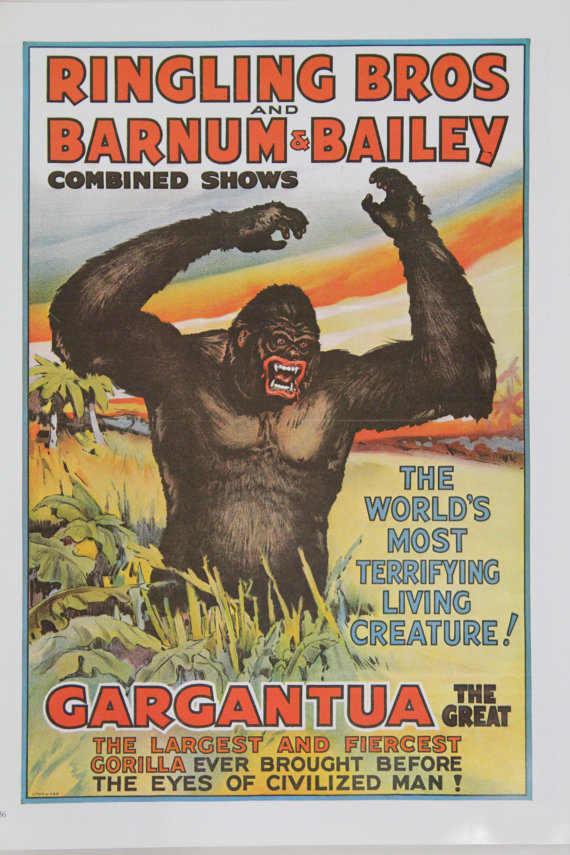
Gargantúa en un cartel de los hermanos Ringling

Gargantúa (1929-1949) fue un gorila de las tierras bajas cautivo que fue famoso en vida y salvó al circo de los hermanos Ringling de la bancarrota. Una cicatriz de ácido en la cara daba a Gargantúa una expresión intimidante y amenazadora, hecho que el circo utilizaba para, en la publicidad, atraer la atención sobre él, haciendo énfasis de su presunto odio a los humanos. También era promovido como el gorila más grande en cautividad. 
Gargantúa fue capturado siendo una cría en África, y fue conocido como «Buddy» durante años. Tras ser vendido a los hermanos Ringling por su anterior dueña —Gertrude Lintz— le cambiaron el nombre por el del personaje literario Gargantúa por su enorme tamaño (el gargantúa literario era un gigante mitológico) y porque el nombre sonaba más aterrador.
Tuvo una «pareja» llamada Toto, pero aparentemente nunca mostró interés por ella. Sin embargo en los anuncios del circo aparecía como «Mrs. Gargantua» (señora Gargantúa).
La película Buddy, protagonizada por Rene Russo, está basada muy libremente en los primeros años de Gargantúa/Buddy y otros gorilas de la señora Lintz, como Massa (el gorila que tiene el récord de longevidad en cautividad, con 54 años).

## Los primeros años de Gargantúa
Gargantúa nació en estado salvaje en el Congo Belga hacia el año 1929. A principios de la década de 1930 unos misioneros regalaron el gorila al capitán Arthur Phillips. Al capitán le gustó y le llamó «Buddy» (Colega). Vivió en el carguero del capitán y se hizo popular entre la mayoría de los tripulantes. Sin embargo un marinero, bebido y buscando vengarse de la estricta disciplina del capitán, arrojó ácido nítrico a la cara de Buddy. Esto no mató al gorila pero lo dejó casi ciego y le quedaron secuelas físicas y mentales, haciendo su conducta más agresiva.
Incapaz de manejar esta agresividad, el capitán se lo dio a Gertrude Lintz, una rica excéntrica que cuidaba animales enfermos en Brooklyn. Su marido, el doctor Bill Lintz, le diagnosticó una neumonía doble. Mrs Lintz cuidó a Buddy hasta que recuperó la salud, llegando incluso a masticarle la comida. Ella cuidó de Buddy y de otros simios como si fueran sus hijos e incluso le hizo a Buddy la cirugía plástica (que le dejó una mueca permanente). Era conocida por conducir por Brooklyn con Buddy vestido en el asiento de acompañante. Sin embargo esta conducta tuvo repercusiones negativas en 1937. Buddy, asustado por un trueno, rompió su jaula y trepó a la cama de su "madre" para que le protegiera. Buddy pesaba unos 208 kg. Poco después la Sra. Lintz se puso en contacto con John Ringling.

## Atracción de circo
Ringling compró a Buddy a Mr Lintz (por menos de 10 000 dólares) y le cambió el nombre a «Gargantúa» a sugerencia de su esposa. El circo de los hermanos Ringling y Barnum & Bailey, con problemas financieros desde la Gran Depresión, publicitó fuertemente su nueva atracción. Entre sus extravagantes anuncios se incluían:
- «El gorila más grande jamás exhibido!»

- «La criatura viva mas terrorífica del mundo!»
- «El más grande y feroz gorila jamás presentado ante los ojos del hombre civilizado!»
- «El único gorila totalmente desarrollado jamás visto en este continente!»

Independientemente de la veracidad de estos eslóganes, Gargantúa atrajo a millones de personas y él solo salvó el circo.
La compañía Crane construyó una jaula especial para Gargantúa hermética y con aire acondicionado, diseñada para mantener a Gargantúa dentro y a las enfermeddes de los visitantes fuera.
Su primera aparición pública tuvo lugar en abril de 1938 y fue recogida por la revista Time Magazine: apareciendo como el n.º 14 de un programa de 26 números, Gargantúa era transportado alrededor del Garden en su vagón barrado con gruesos cristales y aire acondicionado tirado por seis caballos blancos. Robusto y feroz, miraba amenazadoramente fuera de la jaula, y fue descrito por Frank Buck (coleccionista de animales) como «la más feroz, más terrible y más peligrosa de todas las criaturas vivientes». Gargantúa acaparó el espectáculo. Su supuesta agresividad y violencia fueron enfatizadas en la publicidad del circo. Por ejemplo la revista Time escribió a principios del mismo año: «Gargantúa el Grande, escribió el Columnista Gargantuesco Heywood Broun hace tres semanas, es la cosa con apariencia más feroz que he visto sobre dos patas. Y probablemente su fuerza y ferocidad impresionaban todavía más porque se parecía enormemente a un pariente lejano. No se permitía a nadie acercarse a su jaula porque Gargantúa era capaz de alcanzar hasta más de un metro y medio a través de los barrotes y atrapar a un visitante, a los cuales detesta". Puede que no sea el mayor gorila en cautividad del mundo -desde la muerte del monstruo del Zoo de Berlín muchos zoos han reclamado ese honor para sus gorilas- pero es uno de los más vengativos. La semana pasada el vicepresidente ejecutivo del circo, el joven John Ringling North, sobrino de John ("Three-Ring") Ringling, estaba inspeccionando los carteles del cuartel de invierno del circo en Sarasota. Haciendo caso omiso imprudentemente de los letreros de advertencia se apoyó en los barrotes de la jaula de Gargantúa para descansar. Gargantúa le alcanzó, no consiguió apresarle, pero retorció el brazo izquierdo de North hacia la jaula y lo mordió y estrujó hasta que el entrenador Richard Kroner, golpeando al gorila con una barra de hierro, distrayéndole».
En 1941, fue emparejado con otro gorila, Toto (abreviatura de Mitoto o M'Toto), que fue anunciada como «Mrs. Gargantua» (sra. Gargantúa). Sin embargo la relación no dio fruto y ambos vivieron en jaulas separadas.

## Muerte
Gargantúa murió en noviembre de 1949 de neumonía doble. La autopsia realizada en el Hospital Johns Hopkins Hospital reveló que Gargantúa sufría de diversas dolencia en el momento de su muerte, incluyendo una enfermedad de la piel y cuatro muelas del juicio melladas y con caries. Su esqueleto fue donado al Museo Peabody de Historia Natural en 1950 pero es exhibido sólo en ocasiones especiales.

## Características físicas
Estatura 1,68 m. Las distintas fuentes cifran el peso de Gargantúa entre los 250 y 271 kg . Cuando fue presentado al público por primera vez tenía 7 años, y se decía que pesaba 208 kg; siendo el peso medio de los gorilas de las tierras bajas en estado salvaje llega sólo a 199 kg .

## Lecturas
- Gargantua: Circus Star of the Century (Gargantua: la estrella de circo del siglo) por Gene Plowden (Random House, ISBN 0-517-13659-7)
- Animals are my Hobby por Gertrude Davies Lintz (Museum Press Limited, 1945, ASIN B0007JAIJC)